# 바이올린 플레이어
《바이올린 플레이어》(Le Joueur De Violon, The Violin Player)는 프랑스, 벨기에에서 제작된 찰리 밴 담므 감독의 1994년 드라마 영화이다. 프랑수와 벨레앙 등이 주연으로 출연하였고 르네 클레이망 등이 제작에 참여하였다.

## 출연

### 주연
- 프랑수와 벨레앙
- 리샤르 베리

### 조연
- 존 도브리닌
- 제노 레크너
- 이네스 드 메디어로스